# Turó d'en Caritg
El turó d'en Caritg, nom oficial donat per l'Ajuntament de Badalona, tot i que també ha estat normalitzat per l'ICGC com turó d'en Carig, i conegut anteriorment com turó d'en Claris, és una petita elevació de la ciutat de Badalona avui convertida en parc urbà. Està situat al barri de Sistrells i destaca per ser el segon punt més alt de la serra d'en Mena, a 71m d'altitud.

## Parc
Tot el turó, amb una extensió de 6,1 hectàrees, és considerat zona de parc. Fou inaugurat en diferents fases durant la dècada dels noranta. Actualment el delimiten l'avinguda de Salvador Espriu, l'avinguda d'en Caritg i el carrer de Pere Martell. El seu cim ofereix bones vistes de la ciutat de Badalona i el mar.
És d'estil forestal, aglutina un gran nombre d'espècies mediterrànies: pins, alzines, oms, freixes, palmeres, entre d'altres; i arbustos com el romaní, el marfull, el llentiscle, la ginesta, l'heura, entre d'altres.

## Història
Molt a prop del turó hi passava un ramal de la via Augusta, i al seu voltant hi hagué una necròpoli paleocristiana, atès que era molt habitual fer els cementiris a la vora de les vies. Aquests sepulcres es descobriren durant unes excavacions a la primera meitat del segle xx.
La muntanya va ser anomenada fins a finals de segle XIX «turó d'en Claris», atès que tenia al seu peu la masia de Can Claris, que va ser propietat del doctor en dret Francesc Claris al segle xvii. La casa i les terres van passar al segle xix a mans del marquès de Rubí. El conjunt, conegut com l'heretat de Can Claris, van ser venuts el 1874 a Josep Caritg i Arnó, que va acabar donant nom al turó, amb el qual encara és conegut.
Caritg va conrear totalment amb vinya les 10 hectàrees del turó, que abans de la compra ja hi havia vinya, però també hi havia terres sense conrear i arbredes. Al peu també va tenir en propietat diversos forns de maons. Ja feia molts anys que havien començat les extraccions d'argiles per abastir les bòbiles de la zona.
Arran del seu suïcidi el 1897, segurament a causa dels molts deutes contrets, la seva filla i hereva, Concepció Caritg i Argemí, va acceptar el testament del seu pare a benefici d'inventari, per tal de cobrir amb els béns passius els deutes. D'aquesta manera, es van posar a subhasta diverses propietats, entre les quals el turó d'ençà 1898.
Poc després de la seva posada a subhasta, el turó va ser ocupat per l'exèrcit i s'hi va instal·lar una zona militar. El 1898, amb motiu de la guerra hispano-estatunidenca s'hi instal·laren unes bateries defensives en cas que es produís algun atac naval. Tot i que les guerra va acabar amb rapidesa i no arribà mai a la península, la zona militar es mantingué i s'utilitzà en circumstàncies bèl·liques com la guerra civil. Durant el franquisme, al peu del turó s'hi edificaren barraques a tocar de la zona militar.
El 1986 l'Ajuntament compra les 10 hectàrees del turó a l'exèrcit, per 100 milions de pessetes, i va desmantellar les instal·lacions militars que rebien el nom oficial de «Bateria de Costa L-10 del Regiment d'Artilleria número 7». L'espai va obrir-se al públic el 1987. Entre el 1990 i el 1999 s'inaugurà en tres fases l'actual Parc del Turó d'en Caritg, ocupant tan sols 6,1 de les 10 hectàrees originals del turó.

## Geologia
El sòl del turó està format per argiles vermelles i còdols de quars i pissarres. El turó es formà durant el Miocè, en conseqüència de l'erosió de la serra de Marina i la sedimentació i compactació d'aquest sediments.